# Euselasia licinia
Euselasia licinia är en fjärilsart som beskrevs av Frederick DuCane Godman 1903. Euselasia licinia ingår i släktet Euselasia och familjen Riodinidae. Inga underarter finns listade i Catalogue of Life.